# Eleições municipais de Curitiba em 1954
A eleição municipal de Curitiba em 1954 foi realizada no dia 3 de outubro daquele ano. Como era previsto no calendário eleitoral da época, foi realizada somente a eleição para o executivo, sendo que o legislativo seria eleito no ano seguinte, em 3 de outubro de 1955. Na época, não existia o cargo de vice-prefeito, este sendo implementado em todo o estado somente a partir do ano de 1964. [carece de fontes?]

## Resultado da eleição
| Turno único 3 de outubro de 1954          | Turno único 3 de outubro de 1954 | Turno único 3 de outubro de 1954 | Turno único 3 de outubro de 1954 |
| Candidato(a)                              | Coligação                        | Votação                          | Votação                          |
| Candidato(a)                              | Coligação                        | Total                            | Porcentagem                      |
| ----------------------------------------- | -------------------------------- | -------------------------------- | -------------------------------- |
| Ney Amintas de Barros Braga (Sem partido) | PSP-PR                           | 18.327                           | 29,96%                           |
| Wallace Tadeu de Mello e Silva (PST)      |                                  | 11.576                           | 18,92%                           |
| Alfredo Pinheiro Júnior (PSD)             |                                  | 11.070                           | 18,10%                           |
| Estevam Ribeiro de Souza Neto (PTB)       |                                  | 8.007                            | 13,09%                           |
| Amâncio Moro (PL)                         |                                  | 5.213                            | 8,52%                            |
| João Cid Macedo Portugal (PDC)            |                                  | 4.567                            | 7,47%                            |
| Roberto Barroso (PTN)                     |                                  | 1.307                            | 2,14%                            |
| Manoel de Freitas Aranha (UDN)            |                                  | 1.101                            | 1,80%                            |
| Total de votos válidos                    |                                  | 61.168                           | 100,00%                          |
| Votos apurados                            |                                  |                                  |                                  |
| Votos válidos                             |                                  | 61.168                           | 95,26%                           |
| Votos em branco                           |                                  | 2.134                            | 3,32%                            |
| Votos nulos                               |                                  | 908                              | 1,41%                            |
| Total de votos apurados                   |                                  | 64.210                           | 100,00%                          |
| Eleitores                                 |                                  |                                  |                                  |
| Comparecimento                            |                                  | 64.210                           | 66,03%                           |
| Abstenções                                |                                  | 33.030                           | 33,97%                           |
| Total de eleitores                        |                                  | 97.240                           | 100,00%                          |